# Diamantstoet
Diamantstoet är en travserie i Sverige som tidigare var för 3-7-åriga svenska ston, men numera är för 3-åriga och äldre ston. Sedan 2020 ingår i Svenska Travligan (STL) som är en tävlingsserie för de allra bästa travhästarna. STL pågår under hela året med åtta försök- och finalomgångar, så kallade meeting. De hästar som samlar flest poäng i försöken får vara med i finalen i den aktuella divisionen. Diamantstoet körs över 2 140 meter med voltstart. Loppen går av stapeln inom ramen för V75-spelet varje lördag vid olika travbanor runt om i landet.
Efter försökslopp under V75-lördagar möts de bäst placerade hästarna i ett finallopp.
I finalen har förstapriset varierat mellan 200 000 och 250 000 kronor.

## Finalvinnare
| År   | Månad | Bana       | Häst               | Kusk               | Tränare              | Odds  | Tid    | Distans |
| ---- | ----- | ---------- | ------------------ | ------------------ | -------------------- | ----- | ------ | ------- |
| 2022 | maj   | Solvalla   | Lady Beluga        | Joakim Lövgren     | Joakim Lövgren       | 6,68  | 1.12,5 | 2140 m  |
| 2022 | mars  | Solvalla   | Laferrari Dimanche | Örjan Kihlström    | Carl-Otto Göransson  | 7,34  | 1.13,6 | 2140 m  |
| 2022 | feb   | Solvalla   | It's A Girl        | Adrian Kolgjini    | Adrian Kolgjini      | 5,84  | 1.15,0 | 2140 m  |
| 2021 | dec   | Solvalla   | Nova Mahiron       | Thomas Uhrberg     | Thomas Uhrberg       | 3,05  | 1.13,6 | 2140 m  |
| 2021 | sept  | Solvalla   | Rarity A.F.        | Örjan Kihlström    | Christoffer Eriksson | 7,86  | 1.13,8 | 2140 m  |
| 2021 | aug   | Åby        | Sveack Palema      | Björn Goop         | Björn Goop           | 3,50  | 1.13,3 | 2160 m  |
| 2021 | maj   | Solvalla   | Arquana As         | Erik Adielsson     | Timo Nurmos          | 3,62  | 1.12,7 | 2160 m  |
| 2021 | mars  | Färjestad  | Teton Sweet Lindy  | Markus B. Svedberg | Markus B. Svedberg   | 6,28  | 1.13,5 | 2140 m  |
| 2021 | feb   | Färjestad  | Alhambra Mail      | Carl Johan Jepson  | Magnus Dahlén        | 3,62  | 1.14,3 | 2160 m  |
| 2020 | nov   | Solvalla   | Chicharita         | Jorma Kontio       | Timo Nurmos          | 2,57  | 1.12,4 | 2140 m  |
| 2020 | sept  | Bergsåker  | Lipstick Tooma     | Johan Untersteiner | Daniel Redén         | 1,71  | 1.13,0 | 2160 m  |
| 2020 | aug   | Åby        | Argbiggan          | Rickard Svanstedt  | Rickard Svanstedt    | 28,43 | 1.12,5 | 2160 m  |
| 2020 | juni  | Bergsåker  | Karamel Hill       | Carl Johan Jepson  | Björn Goop           | 3,85  | 1.12,5 | 2160 m  |
| 2020 | maj   | Solvalla   | Sharp Dream        | Peter Ingves       | Petri Puro           | 7,37  | 1.12,5 | 2160 m  |
| 2020 | mars  | Solvalla   | Anthara Bi         | Björn Goop         | Björn Goop           | 8,43  | 1.13,4 | 2140 m  |
| 2020 | feb   | Solvalla   | Aura S.L.          | Jorma Kontio       | Jerry Riordan        | 3,18  | 1.14,6 | 2140 m  |
| 2019 | nov   | Solvalla   | Melizza            | Robert Wilhelmsson | Ulla Fredlund        | 24,58 | 1.14,2 | 2140 m  |
| 2019 | sept  | Solvalla   | Bon Ego            | Ulf Eriksson       | Björn Röcklinger     | 9,09  | 1.13,1 | 2160 m  |
| 2019 | aug   | Åby        | Intake             | Jörgen S. Eriksson | Jörgen S. Eriksson   | 18,75 | 1.14,0 | 2160 m  |
| 2019 | juni  | Eskilstuna | Beauty Leg         | Ulf Ohlsson        | Lars-Erik Granath    | 5,66  | 1.13,6 | 2140 m  |
| 2019 | maj   | Solvalla   | A'nana de Bohem    | Oskar J. Andersson | Jörgen Westholm      | 66,85 | 1.14,4 | 2140 m  |
| 2019 | mars  | Solvalla   | Odessa Celeber     | Kenneth Haugstad   | Roger Walmann        | 16,90 | 1.13,8 | 2140 m  |
| 2018 | nov   | Solvalla   | Queen of Sand      | Stefan Söderkvist  | Camilla Jonasson     | 4,03  | 1.14,0 | 2140 m  |
| 2018 | sept  | Solvalla   | Under the Counter  | Rikard N. Skoglund | Joakim Elfving       | 12,50 | 1.13,6 | 2160 m  |
| 2018 | aug   | Åby        | Ryssebo La Reine   | Kaj Widell         | Pär Thole            | 11,01 | 1.13,9 | 2160 m  |
| 2018 | juni  | Färjestad  | Leka               | Leif Witasp        | Katrin K. Frick      | 6,09  | 1.13,9 | 2140 m  |
| 2018 | maj   | Solvalla   | Rita C.D.          | Örjan Kihlström    | Hans R. Strömberg    | 18,22 | 1.13,1 | 2140 m  |
| 2018 | april | Solvalla   | Ile Saint Louis    | Jorma Kontio       | Timo Nurmos          | 5,45  | 1.13,6 | 2140 m  |
| 2017 | nov   | Solvalla   | Kash Brodda        | Peter Untersteiner | Peter Untersteiner   | 2,29  | 1.13,4 | 2140 m  |
| 2017 | okt   | Solvalla   | Delicious Grim     | Johan Untersteiner | Johan Untersteiner   | 10,32 | 1.13,6 | 2140 m  |
| 2017 | aug   | Åby        | Brokad Brodda      | Torbjörn Jansson   | Stig H. Johansson    | 9,56  | 1.13,5 | 2140 m  |
| 2017 | juli  | Bergsåker  | Order by Heaven    | Lars D. Carlsson   | Lars D. Carlsson     | 4,28  | 1.13,8 | 2160 m  |
| 2017 | maj   | Solvalla   | Dream Lane         | Erik Adielsson     | Stig H. Johansson    | 8,33  | 1.12,4 | 2140 m  |
| 2017 | april | Solvalla   | Dictionary         | Björn Goop         | Hans Nilsson         | 23,86 | 1.15,2 | 2140 m  |
| 2016 | nov   | Solvalla   | Orkide C.D.        | Torbjörn Jansson   | Cathrin Bergström    | 69,09 | 1.14,7 | 2140 m  |
| 2016 | sept  | Solvalla   | Nancy America      | Flemming Jensen    | Flemming Jensen      | 2,52  | 1.13,1 | 2160 m  |
| 2016 | juli  | Eskilstuna | Kiss Me Kate T.J.  | Ulf Ohlsson        | Patrik Jacobsson     | 4,97  | 1.15,2 | 2140 m  |
| 2016 | juni  | Solvalla   | Gunell Palema      | Erik Adielsson     | Håkan K. Persson     | 5,61  | 1.13,8 | 2140 m  |
| 2016 | maj   | Solvalla   | Basic              | Björn Goop         | Björn Goop           | 2,12  | 1.13,0 | 2140 m  |
| 2016 | april | Solvalla   | Naomi Skift        | Hans-Owe Sundberg  | Hans-Owe Sundberg    | 11,16 | 1.13,6 | 2140 m  |
| 2015 | nov   | Solvalla   | Felicia V.E.       | Peter Untersteiner | Peter Untersteiner   | 8,86  | 1.13,8 | 2160 m  |
| 2015 | sept  | Solvalla   | Raffinos           | Örjan Kihlström    | Roger Walmann        | 5,01  | 1.13,1 | 2140 m  |
| 2015 | aug   | Åby        | Some Summit        | Veijo Heiskanen    | Veijo Heiskanen      | 1,72  | 1.12,0 | 2140 m  |
| 2015 | juni  | Färjestad  | Donna Lyjam        | Sören Eriksson     | Yvonne Sahr-Throgen  | 5,35  | 1.13,6 | 2140 m  |
| 2015 | maj   | Solvalla   | Super Ariel        | Micael Melander    | Kennet Häggström     | 14,59 | 1.13,5 | 2160 m  |
| 2015 | mars  | Solvalla   | Felicia V.E.       | Peter Untersteiner | Peter Untersteiner   | 12,81 | 1.13,6 | 2160 m  |